# Marboué
Marboué är en kommun i departementet Eure-et-Loir i regionen Centre-Val de Loire strax norr om centrala Frankrike. Kommunen ligger i kantonen Châteaudun som tillhör arrondissementet Châteaudun. År 2022 hade Marboué 1 124 invånare.

## Befolkningsutveckling
Antalet invånare i kommunen Marboué
Referens:INSEE